# 元瞻
元瞻（478年—528年5月17日），字道周，河南郡洛阳县（今河南省洛阳市东）人，追尊魏景穆帝拓跋晃之孙，任城康王拓跋云第三子，北魏宗室、官员。

## 生平
元瞻以步兵校尉为起家官，转任员外散骑常侍，又升任前军将军、显武将军，转任宗正少卿，当时孟太妃去世，元瞻辞官守丧。丧期结束后元瞻出任假节、督光州诸军事、龙骧将军、光州刺史，加号征虏将军，回朝出任散骑常侍、左将军，以平南将军持节代理兖州刺史，很快出任平东将军、兖州刺史。永平二年（508年）正月，南梁将军王神念入侵北魏的南兖州，元瞻率兵抵抗，于永平四年（510年）离职，之后赋闲十多年。孝昌三年（527年）十月，萧宝夤在关中反叛，朝廷任命元瞻为抚军将军、代理雍州刺史。孝昌四年（528年）二月雍州平定，元瞻回朝担任金紫光禄大夫，加散骑常侍、抚军将军如故。汝南王元悦出任司州牧时，征召元瞻为州都。元瞻很喜欢图书史籍，但是贪婪暴虐好杀人，元瞻的大哥元澄深以为耻怨恨他，断绝了与元瞻的来往。建义元年四月十三日（528年5月17日），元瞻在河阴之变中遇害，虚岁五十一，魏孝庄帝元子攸下诏赠予车骑大将军、司空公、散骑常侍、雍州刺史，建义元年七月六日（528年8月6日）葬于洛阳西部谷水北岸。

## 家庭

### 祖父
- 拓跋晃，北魏恭宗景穆皇帝[3]

### 父亲
- 拓跋云，北魏任城康王[3]

### 兄弟姐妹
- 元澄，北魏司徒公、尚书令、任城文宣王[3]
- 元嵩，北魏安南将军、扬州刺史、高平刚侯
- 元纯陀，嫁邢峦

### 儿子
- 元远，北魏尚书郎